# Françoise Thérèse de Voyer de Dorée
Françoise Thérèse de Voyer de Dorée, känd som Mademoiselle de Dorée, född före 1681, död efter 1712, var en fransk hovdam. Hon är känd för att ha haft en kärleksaffär med Ludvig XIV strax efter Fontanges död år 1681. 

## Biografi
Hon var dotter till René de Voyer, Segnieur de Dorée, Comte de Dorée, en medlem av kungliga rådet, och Diane-Marie Joubert, en av under-guvernanterna till Madame de Montespans barn. 
Hon var mätress till kung Ludvig XIV av Frankrike under år 1681, strax efter Marie-Angelique de Fontanges död. Förbindelsen var tillfällig, men väckte uppståndelse vid hovet, där den nämns i flera samtida memoarer och dagböcker. 
Det påstods av Madame de Montespan hade arrangerat förhållandet för att störa kungens förhållande med Madame de Maintenon. 
Hon var hovfröken åt kungens dotter hertiginnan av Bourbon 1685-1686. Hon avskedades år 1686, och uppges en tid ha fängslats i kloster. Hon släpptes senare ut, och uppgavs 1689 var älskarinna till Louis, comte de Cominges, som hon uppgavs ha gift sig med. Hon uppges ha stått i Cominges testamente 1712.  